# Bouverans
Bouverans est une commune française située dans le département du Doubs, en région Bourgogne-Franche-Comté.
Ses habitants sont appelés les Vairons et Vaironnes.

## Géographie

### Climat
Pour des articles plus généraux, voir Climat de la Bourgogne-Franche-Comté et Climat du Doubs.
En 2010, le climat de la commune est de type climat de montagne, selon une étude du Centre national de la recherche scientifique s'appuyant sur une série de données couvrant la période 1971-2000. En 2020, Météo-France publie une typologie des climats de la France métropolitaine dans laquelle la commune est exposée à un climat de montagne ou de marges de montagne et est dans la région climatique  Jura, caractérisée par une forte pluviométrie en toutes saisons (1 000 à 1 500 mm/an), des hivers rigoureux et un ensoleillement médiocre. 
Pour la période 1971-2000, la température annuelle moyenne est de 7,5 °C, avec une amplitude thermique annuelle de 16,3 °C. Le cumul annuel moyen de précipitations est de 1 558 mm, avec 13,4 jours de précipitations en janvier et 10,8 jours en juillet. Pour la période 1991-2020, la température moyenne annuelle observée sur la station météorologique de Météo-France la plus proche, « Labergement », sur la commune de Labergement-Sainte-Marie à 10 km à vol d'oiseau, est de 8,0 °C et le cumul annuel moyen de précipitations est de 1 459,4 mm. 
La température maximale relevée sur cette station est de 36,4 °C, atteinte le 31 juillet 1983 ; la température minimale est de −33 °C, atteinte le 9 janvier 1985,,. 
Les paramètres climatiques de la commune ont été estimés pour le milieu du siècle (2041-2070) selon différents scénarios d'émission de gaz à effet de serre à partir des nouvelles projections climatiques de référence DRIAS-2020. Ils sont consultables sur un site dédié publié par Météo-France en novembre 2022.

## Urbanisme

### Typologie
Au 1er janvier 2024, Bouverans est catégorisée commune rurale à habitat dispersé, selon la nouvelle grille communale de densité à 7 niveaux définie par l'Insee en 2022.
Elle est située hors unité urbaine. Par ailleurs la commune fait partie de l'aire d'attraction de Pontarlier, dont elle est une commune de la couronne,. Cette aire, qui regroupe 54 communes, est catégorisée dans les aires de moins de 50 000 habitants,.

### Occupation des sols
L'occupation des sols de la commune, telle qu'elle ressort de la base de données européenne d’occupation biophysique des sols Corine Land Cover (CLC), est marquée par l'importance des territoires agricoles (39 % en 2018), en diminution par rapport à 1990 (42,7 %). La répartition détaillée en 2018 est la suivante : 
prairies (39 %), forêts (37,2 %), zones humides intérieures (17 %), eaux continentales (4,2 %), zones urbanisées (2,7 %). L'évolution de l’occupation des sols de la commune et de ses infrastructures peut être observée sur les différentes représentations cartographiques du territoire : la carte de Cassini (XVIIIe siècle), la carte d'état-major (1820-1866) et les cartes ou photos aériennes de l'IGN pour la période actuelle (1950 à aujourd'hui).

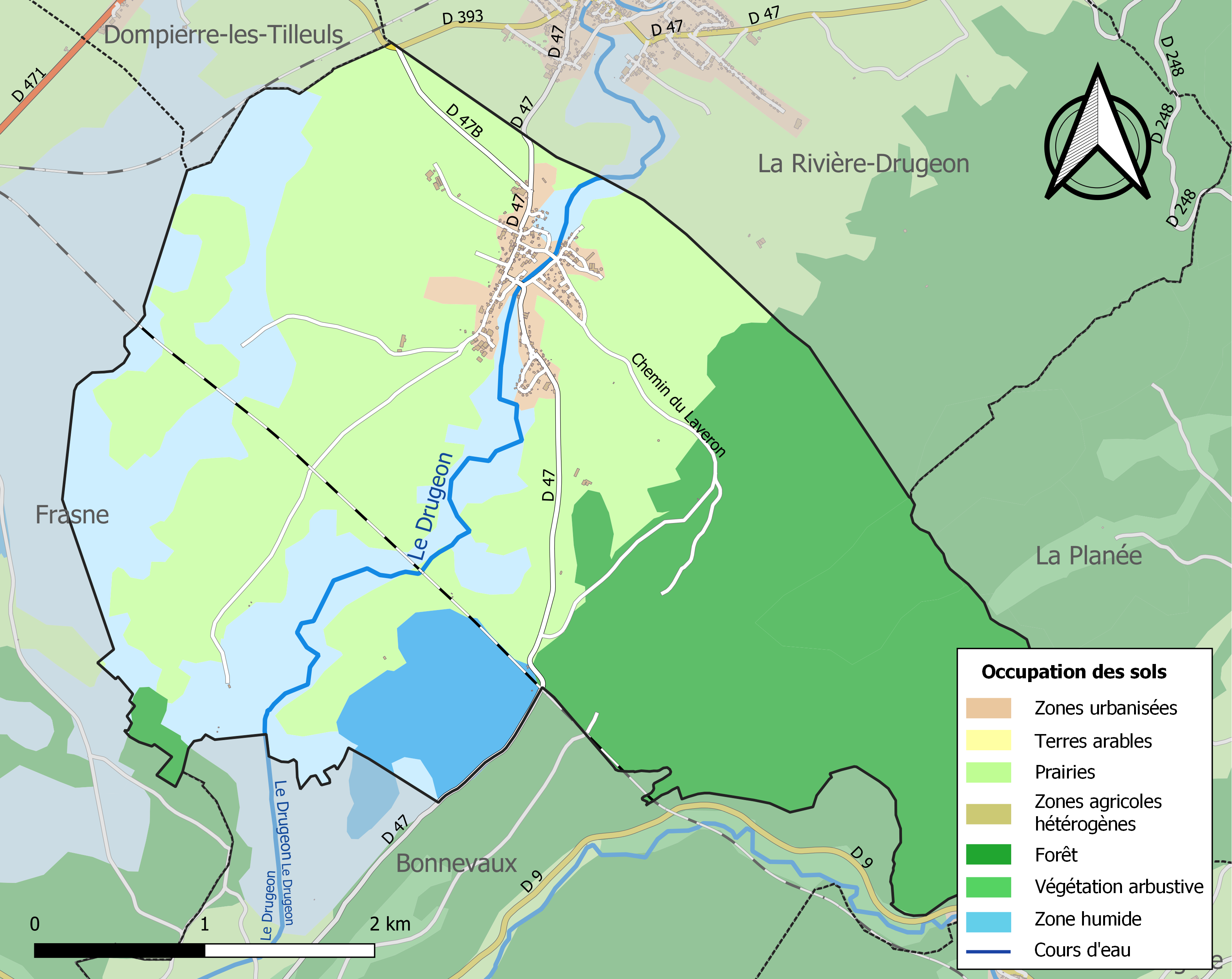
Carte des infrastructures et de l'occupation des sols de la commune en 2018 (CLC).

## Toponymie
Boverens, Boleranni au XIe siècle ; Boverans en 1258, 1314 ; Bourg de Boverrens en 1318 ; Bovorrens en 1343 ; Boveranni en 1352 ; Bouverrens en 1460 ; Boveranco en 1515.

## Histoire
La première mention du village apparaît en 1262 lorsque Henry II, sire de Joux, faisait à Jean Ier de Chalon la reprise de fief pour les châteaux de Joux, Usie et Bouverans. Le village devait exister à la fin du XIe siècle car l'archevêque Hugues III donnait l'autel de Bouverans (« altare de Boleranni ») à l'abbaye de Saint-Vincent de Besançon. En 1275, la comtesse Laure de Commercy achetait de Henry et Jean, fils d'Amadry de Pontarlier ce qu'ils possédaient à Bouverans.
Toute la localité n'appartenait pas à la maison de Chalon-Arlay, elle devait la partager avec des co-seigneurs qui en prenaient parfois le nom. Il y avait la seigneurie des Tailles-de-Montjeon, celle de Jean Darbon, des Montrichard, des Chancey (ou Claudet), des Vaythe, des Valion, des Prieur et surtout des Montjoie. En 1396, Jean Ier de Montjoie l'avait assignée pour 173 florins, en argent et en chevaux, à Perrin dit Caisel, écuyer de La Cluse. En 1402, Jean III de Chalon-Arlay achetait à celui-ci pour 826 florins tous ses droits sur Bouverans.
Les villageois étaient soumis aux droits féodaux en vigueur dans la région ; en plus des dîmes, des corvées et des censes ils devaient faire les réparations du pont de Bouverans et de l'étang de la Rivière. En 1356, Jean II de Chalon-Arlay accordait aux habitants du bourg qui lui étaient soumis un acte d'affranchissement général pour la somme de 20 florins. Cette franchise s'étendait au fur et à mesure aux nouveaux habitants que ce seigneur acquérait, petit à petit les villageois se voyaient libérés de toutes corvées, sauf celles de « charnaiges » et de « sommart », sous réserve de payer quatre florins d'or et de participer aux réparations du château et du bourg de La Rivière. Louis II de Chalon-Arlay donnait, pour sa part, le droit d'usage dans ses forêts depuis le chemin de Mouthe jusqu'au bout de la roche à Chantegrue à condition de ne pas distribuer de bois en dehors de leur village. Il leur permettait en 1425 d'« essarter » et de « mettre à plain » leurs héritages boisés en dehors des bois banaux. En 1379, Hugues II de Chalon-Arlay leur accordait le four du village (nommé le Four-Marandin) à condition de le réparer à leur frais et de payer deux livres de cire par an, quelque temps plus tard ils obtenaient le droit d'avoir des fours dans leurs maisons.
Jean III de Chalon-Arlay faisait le don annuel le 8 décembre 1414 de 24 pintes d'huile à l'église du village pour l'entretien d'une lampe devant être allumée jour et nuit devant « l'image » de Notre-Dame. En 1442 il faisait le don de la seigneurie à Pierre de Jougne, Antoine Gléresse et Catherine de Jougne, ses descendants, vendaient le fief à Claude de Montrichard ; Philiberte de Luxembourg, épouse de Jean IV de Chalon-Arlay, usait de son droit de retrait féodal.
Bouverans était épargné par Bernard de Saxe-Weimar pendant la guerre de Trente Ans, en effet un nommé Vuillaume aurait rendu service à quelques-uns de ses cavaliers en ferrant leurs chevaux, cette famille existait encore au XIXe siècle sous le nom de Chez-les-Maréchaux.

## Politique et administration
| Période                                  | Période                      | Identité                                   | Étiquette | Qualité              |
| ---------------------------------------- | ---------------------------- | ------------------------------------------ | --------- | -------------------- |
| avant 1995                               |                              | Léon Vuillemin                             | DVD       |                      |
| 1995                                     |                              | Robert Vallon                              |           |                      |
| mars 2001                                | mars 2008                    | Jean Letondal                              |           |                      |
| mars 2008                                | 2014                         | Catherine Marmier                          |           |                      |
| mars 2014                                | En cours (au 3 juillet 2020) | Rémi Débois Réélu pour le mandat 2020-2026 | SE        | Agriculteur retraité |
| Les données manquantes sont à compléter. |                              |                                            |           |                      |

## Démographie
L'évolution du nombre d'habitants est connue à travers les recensements de la population effectués dans la commune depuis 1793. Pour les communes de moins de 10 000 habitants, une enquête de recensement portant sur toute la population est réalisée tous les cinq ans, les populations de référence des années intermédiaires étant quant à elles estimées par interpolation ou extrapolation. Pour la commune, le premier recensement exhaustif entrant dans le cadre du nouveau dispositif a été réalisé en 2007.

En 2022, la commune comptait 441 habitants, en évolution de +22,5 % par rapport à 2016 (Doubs : +1,88 %, France hors Mayotte : +2,11 %).
| 1793 | 1800 | 1806 | 1821 | 1831 | 1836 | 1841 | 1846 | 1851 |
| ---- | ---- | ---- | ---- | ---- | ---- | ---- | ---- | ---- |
| 590  | 500  | 580  | 457  | 525  | 625  | 618  | 648  | 602  |

| 1856 | 1861 | 1866 | 1872 | 1876 | 1881 | 1886 | 1891 | 1896 |
| ---- | ---- | ---- | ---- | ---- | ---- | ---- | ---- | ---- |
| 584  | 575  | 553  | 501  | 511  | 486  | 469  | 386  | 427  |

| 1901 | 1906 | 1911 | 1921 | 1926 | 1931 | 1936 | 1946 | 1954 |
| ---- | ---- | ---- | ---- | ---- | ---- | ---- | ---- | ---- |
| 410  | 378  | 347  | 315  | 353  | 330  | 295  | 276  | 294  |

| 1962 | 1968 | 1975 | 1982 | 1990 | 1999 | 2006 | 2007 | 2012 |
| ---- | ---- | ---- | ---- | ---- | ---- | ---- | ---- | ---- |
| 240  | 207  | 181  | 209  | 239  | 270  | 310  | 316  | 357  |

| 2017 | 2022 | - | - | - | - | - | - | - |
| ---- | ---- | - | - | - | - | - | - | - |
| 364  | 441  | - | - | - | - | - | - | - |

## Lieux et monuments
- L'église de l'Assomption du XVIe siècle recensée dans la base Mérimée[22].
- La chapelle Notre-Dame-du-Lac[23], sur la route de Bonnevaux et en limite de la commune de Bouverans, construite en 1865 en remplacement d'une petite chapelle qu'il fallait détruire pour élargir la route. Elle renferme une statue en bois d'une Vierge à l'Enfant, encore appelée « la Marie du Lac », dont la légende rapporte qu'elle a été à l'origine de nombre de miracles[24],[25].
- La chapelle du village[26] inscrite dans la base Mérimée
- La croix de cimetière de Bouverans du XVIe siècle, inscrite aux monuments historiques en 1993.

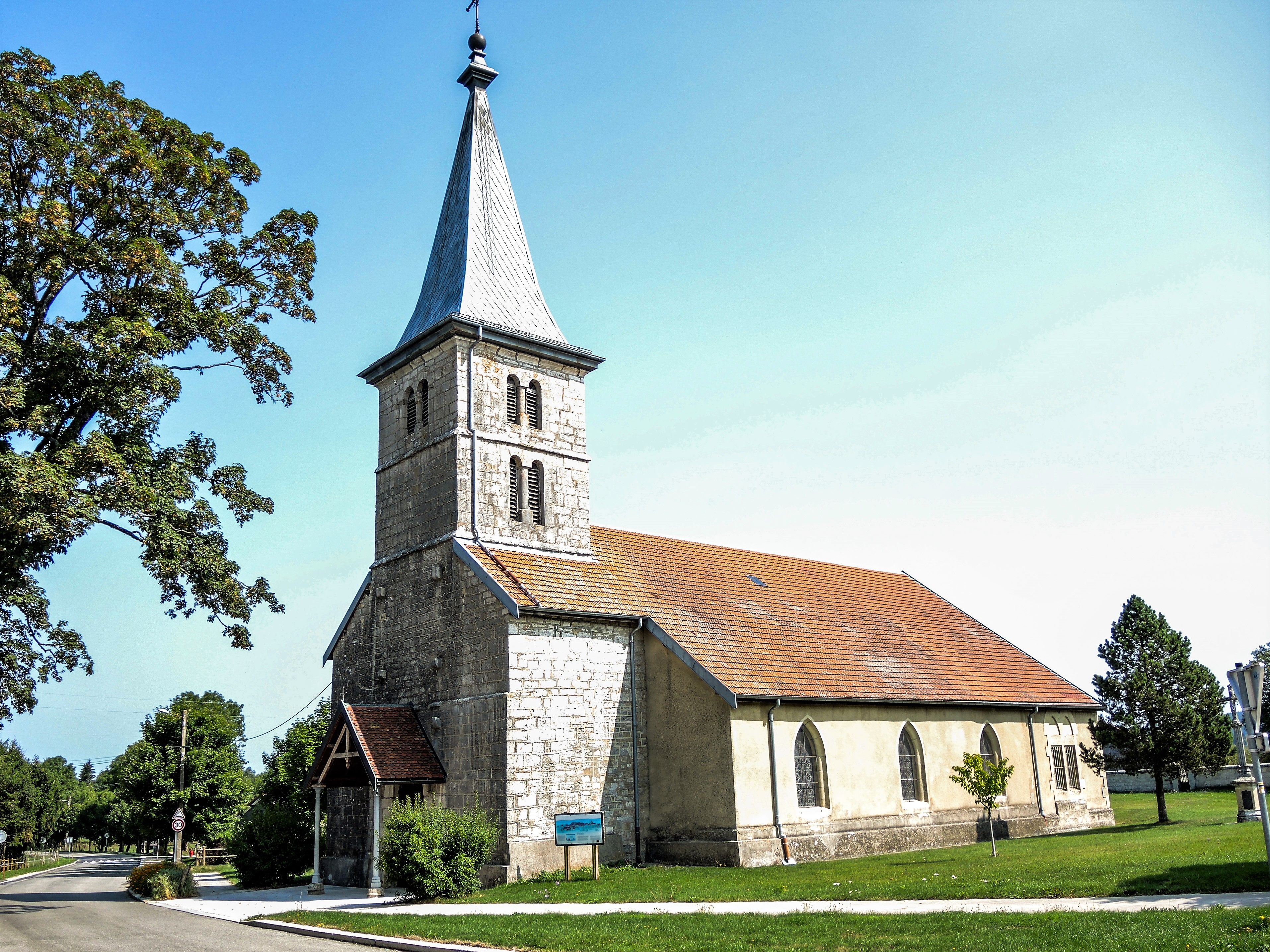
Église de l'Assomption.
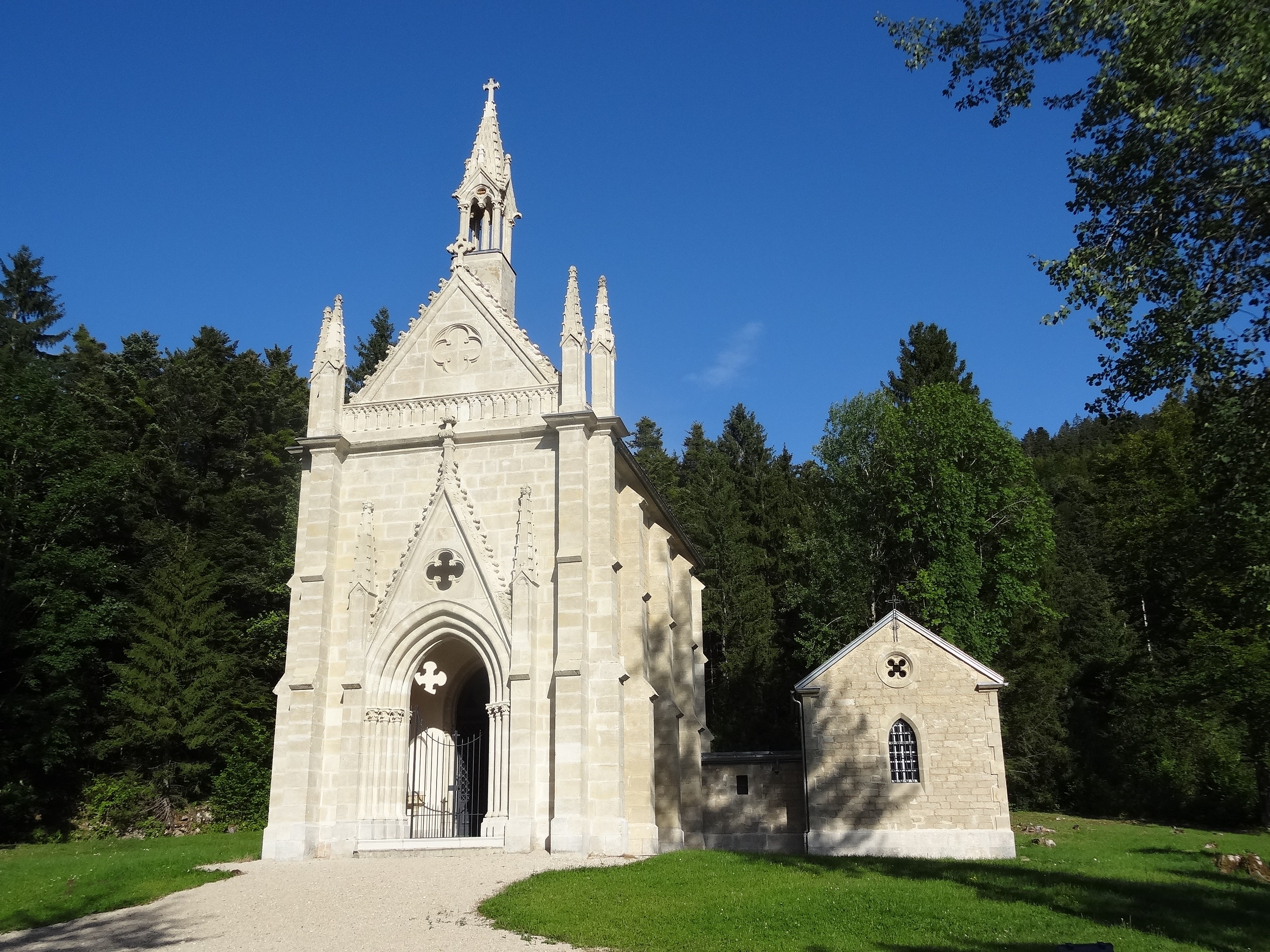
Chapelle Notre-Dame-du-Lac.
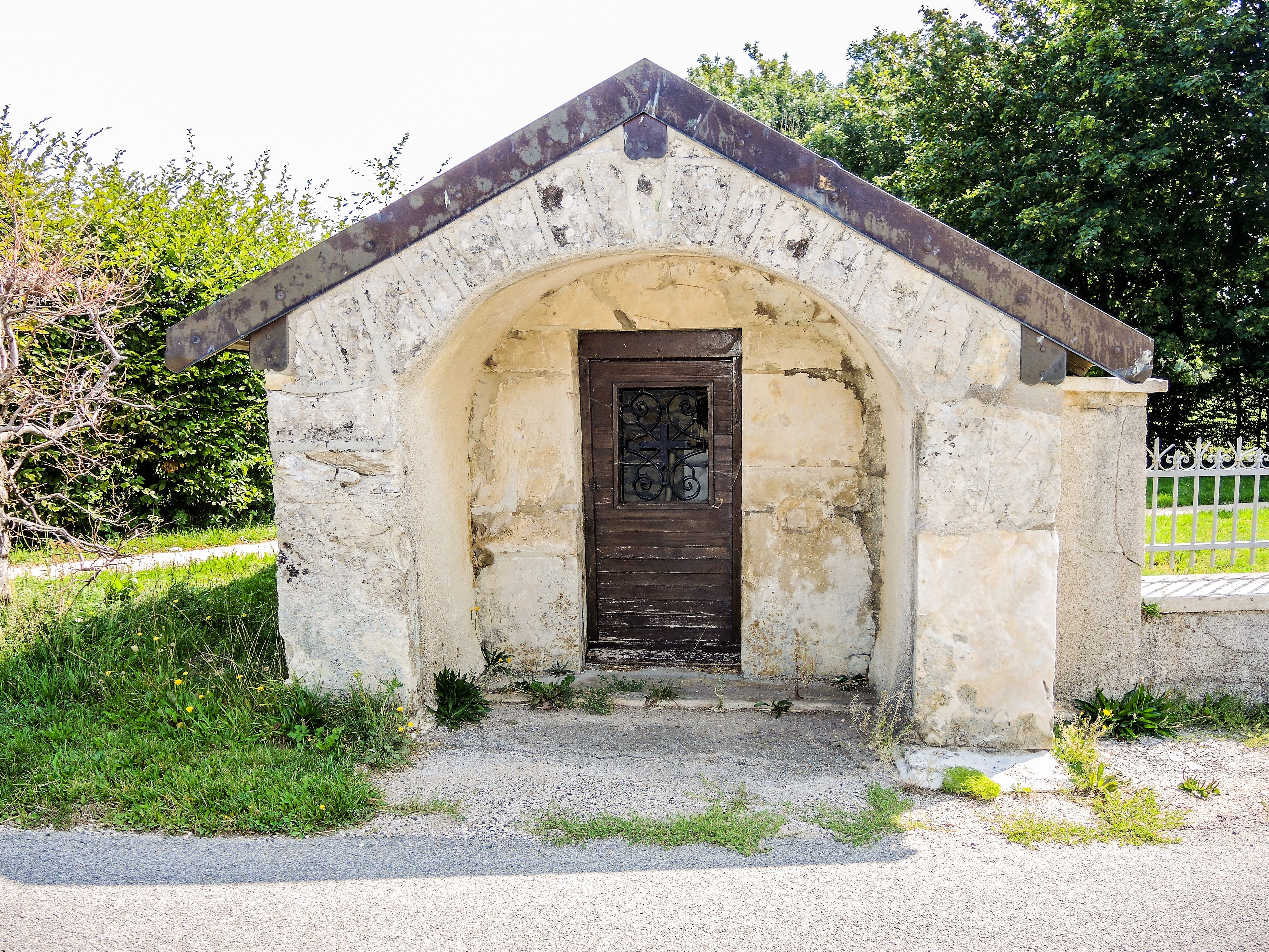
Chapelle du village.
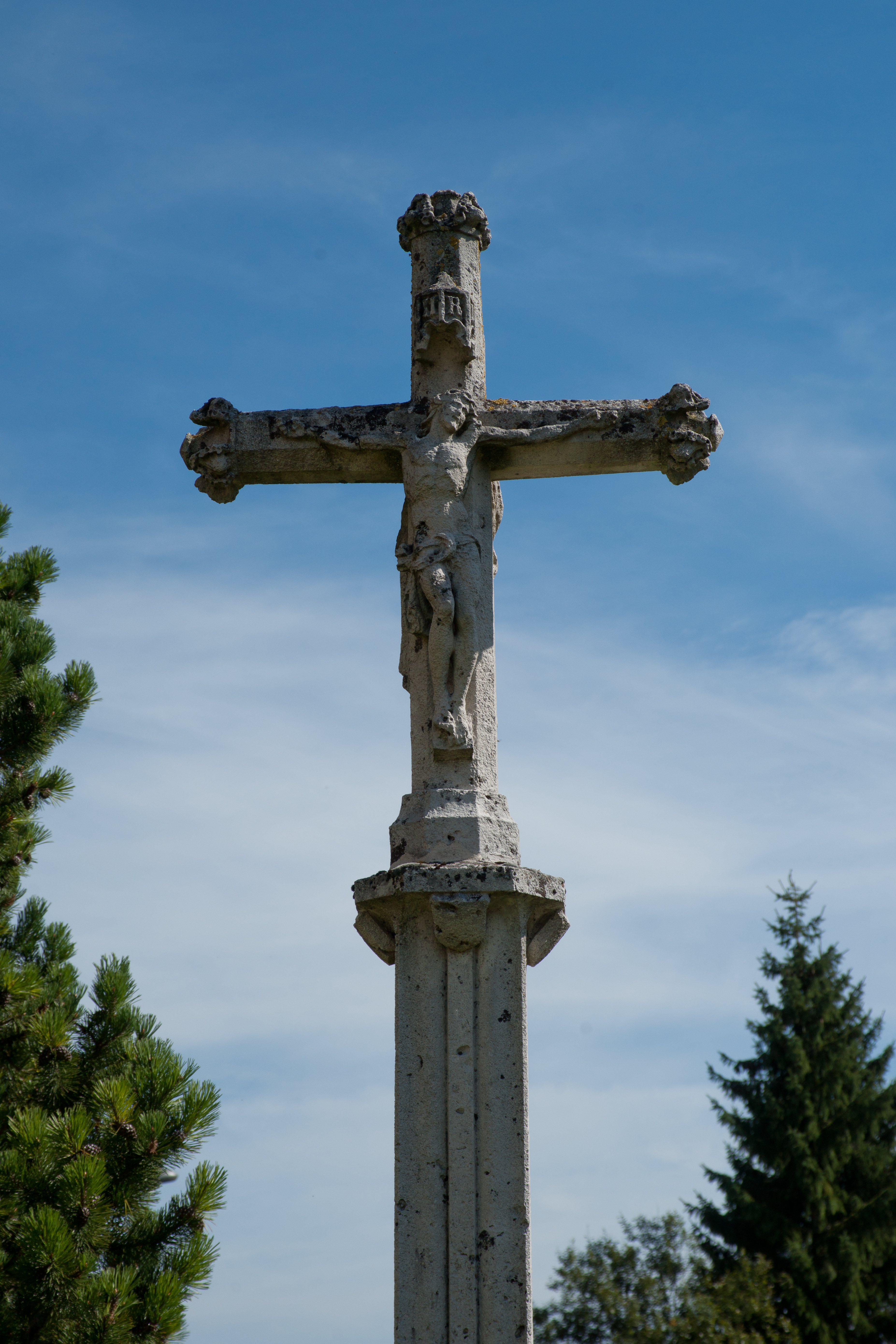
Croix de Bouverans.
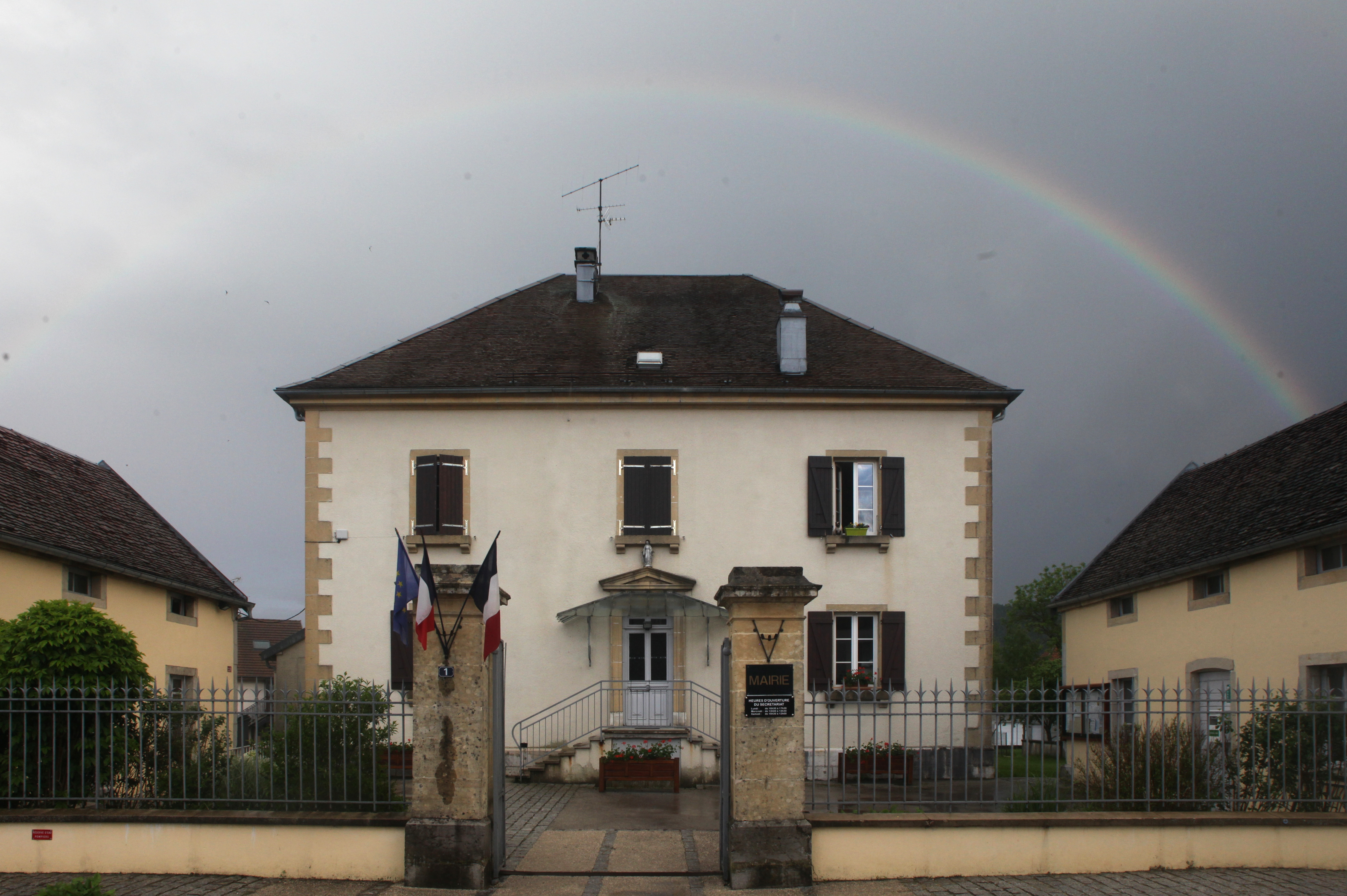
Mairie.

- Fort Bachin, gisement de vestiges archéologiques du haut Moyen Âge, inscrit aux monuments historiques en 1992.
- La Réserve naturelle régionale des Tourbières de Frasne-Bouverans.
- La vallée du Drugeon et le lac de l'Entonnoir.

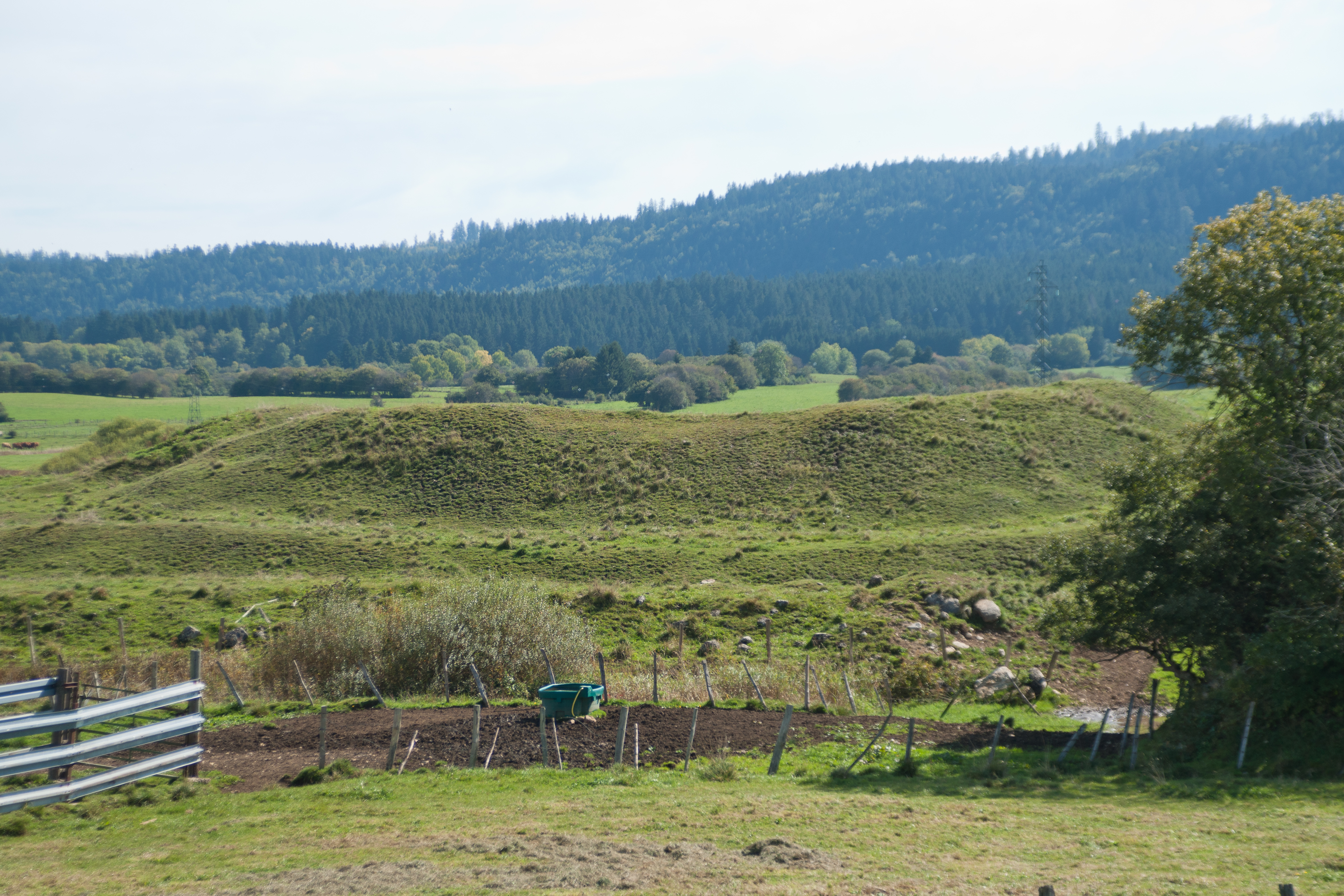
Fort Bachin.
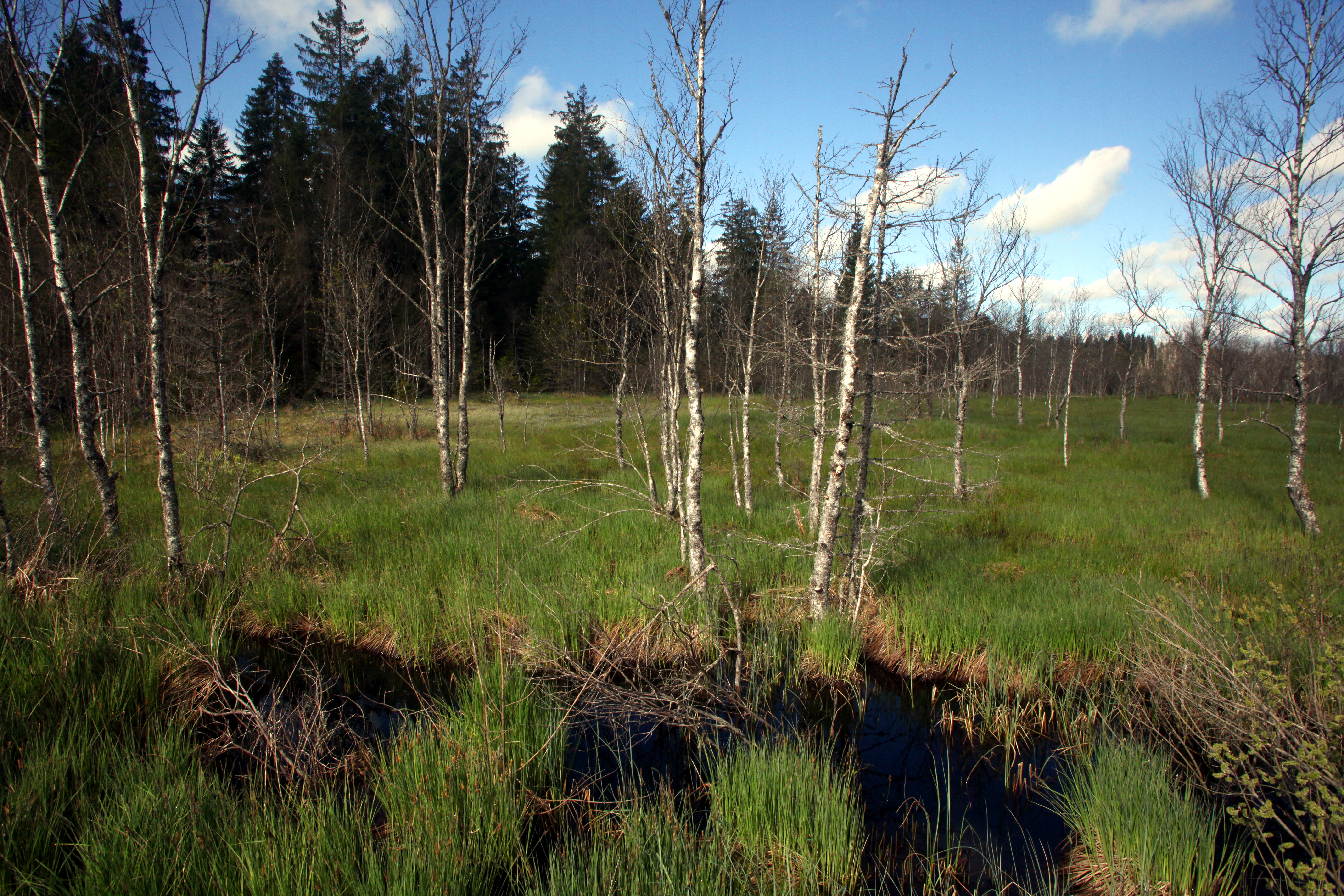
Tourbières de Frasne-Bouverans.
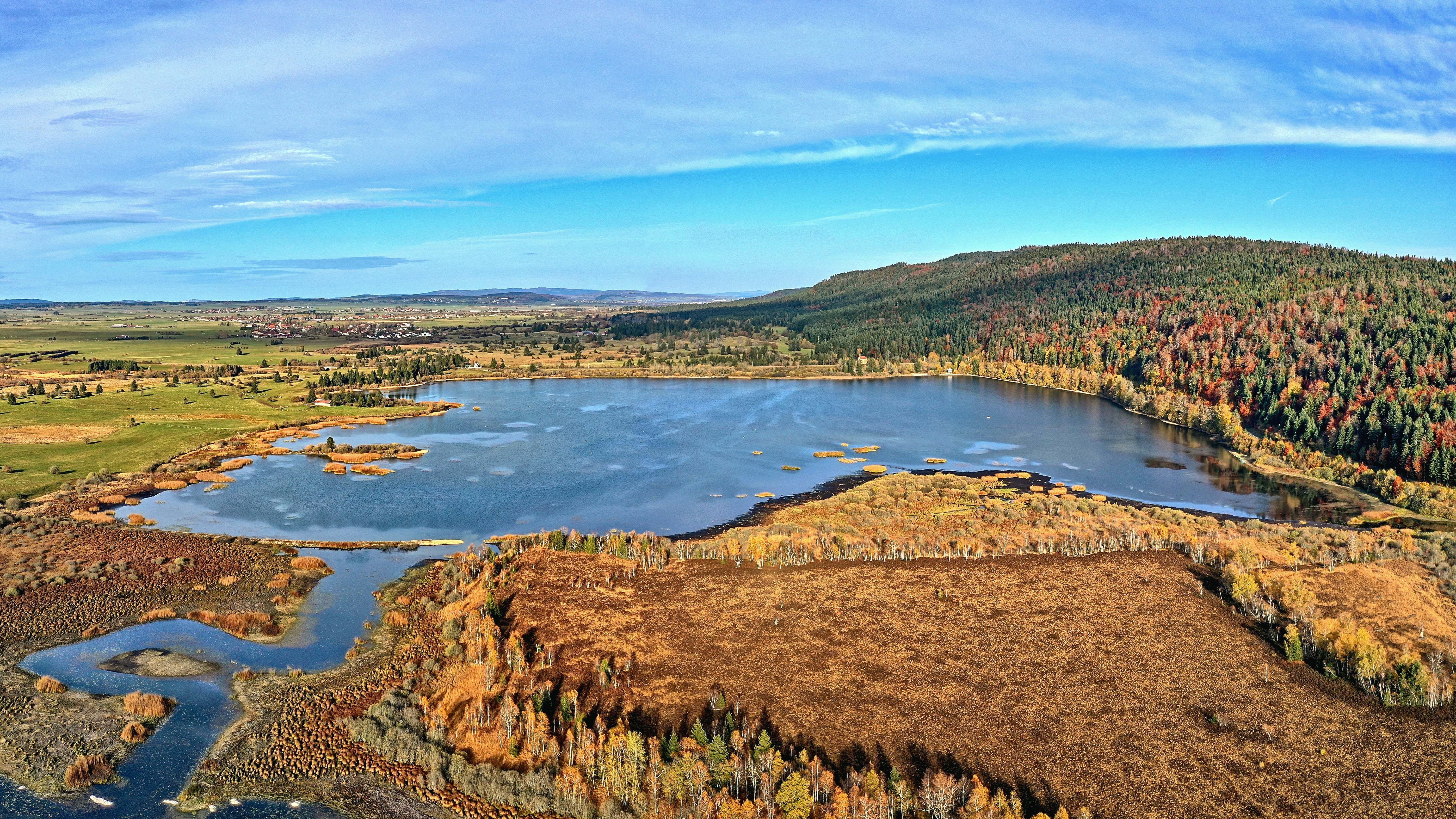
Lac de l'Entonnoir.
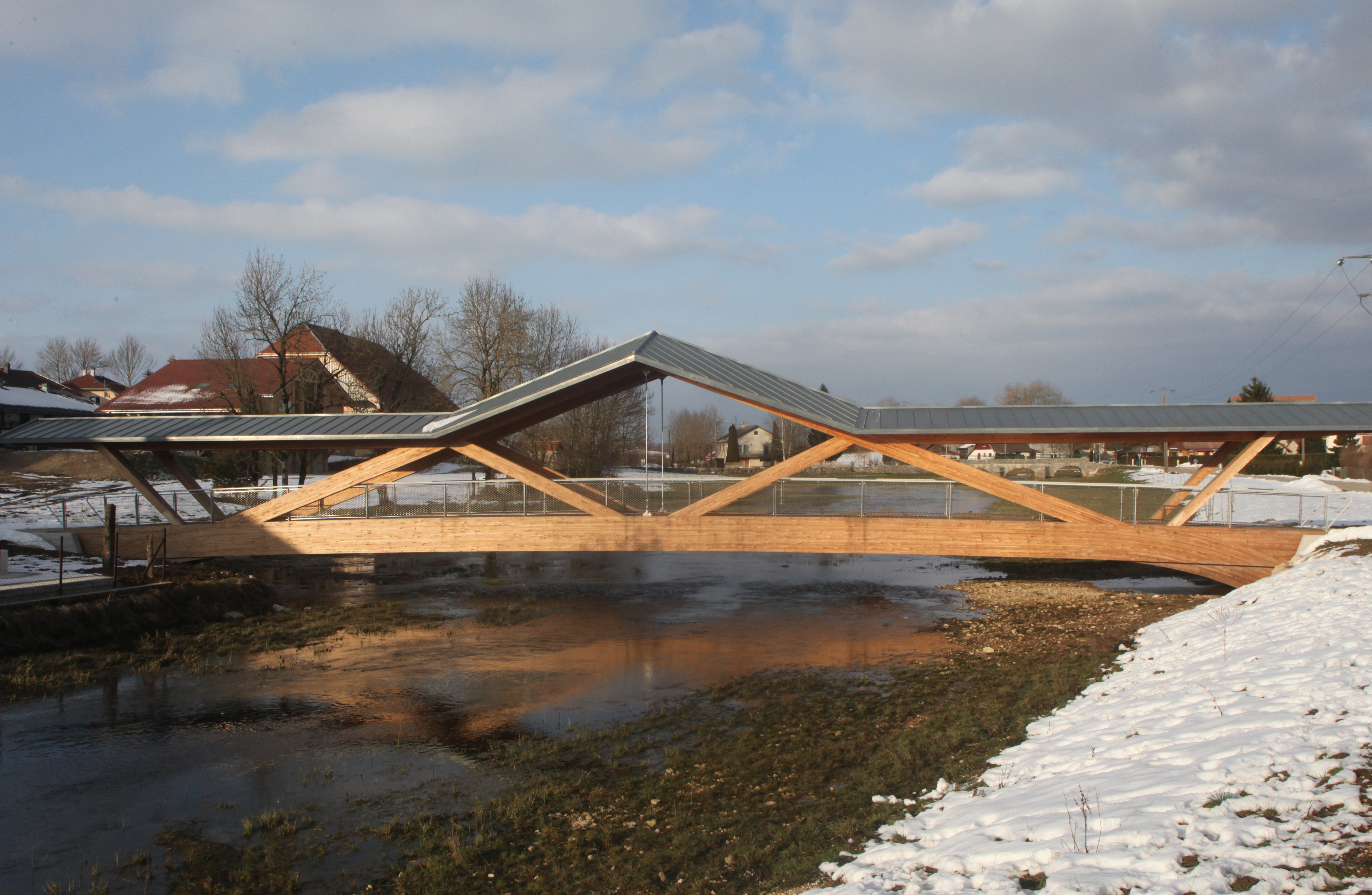
Passerelle piétonne sur le Drugeon.